# Gramática da língua romanche
A língua romanche, também chamada de reto-romanche, é uma das quatro línguas nacionais da Suíça.

## Gramática da Língua Romanche

### Verbos
Os verbos terminam, no infinitivo, em –ar, -air, -er ou –ir. Há seis tempos (Presente, Imperfeito, Perfeito, Mais-que-perfeito, Futuro, Futuro II) e quatro modos (Indicativo, Conjuntivo, Condicional, Imperativo).

#### Indicativo presente
| jau | gid    | tegn    | vend    | part   |
| ti  | gidas  | tegnas  | vendas  | partas |
| el  | gida   | tegna   | venda   | parta  |
| nus | gidain | tegnain | vendain | partin |
| vus | gidais | tegnais | vendais | partis |
| els | gidan  | tegnan  | vendan  | partan |

Verbos com dupla consoante antes do final no infinitivo,  são simplificados na 1ª. Pessoa do singular (metter – jau met).
Os verbos com terminação em  –ger, -giar, -gir, -miar, –ziar, assim como vogais terminam na  1a. Pessoa do  Singular em –el. O mesmo ocorre com verbos cuja 1ª. Pessoa do singular seria expressa com dificuldade, assim como alguns outros verbos:
- diriger – jau dirigel
- scuar – jau scuel
- suffrir – jau suffrel
- cumprar – jau cumprel
- giaschair – jau giaschel

Vários verbos adquirem a sílaba –esch:
- finir – finesch, fineschas, finescha, finin, finis, fineschan

Alguns verbos em –ar, -air e -ir mudam, na forma conjugada, a vogal do radical:
|        | Infinitivo | 3. Singular | 1. Plural |
| u → o  | purtar     | porta       | purtain   |
| a → ai | tadlar     | taidla      | tadlain   |
| e → ai | palesar    | palaisa     | palasain  |
| a → o  | dumandar   | dumonda     | dumandain |
| u → au | dudir      | dauda       | dudin     |

Alguns verbos em –er também mudam a vogal do radical:
|        | Infinitivo | 3. Singular | 1. Plural |
| o → u  | volver     | volva       | vulvain   |
| ai → a | baiver     | baiva       | bavain    |
| au → u | sclauder   | sclauda     | scludain  |

#### Conjuntivo presente
| che jau | gidia  | tegnia  | vendia  | partia  |
| che ti  | gidias | tegnias | vendias | partias |
| ch'el   | gidia  | tegnia  | vendia  | partia  |
| che nus | gidian | tegnian | vendian | partian |
| che vus | gidias | tegnias | vendias | partias |
| ch'els  | gidaan | tegnian | vendian | partian |

O conjuntivo presente é sempre conjugado conforme o radical. Assim, aparece aqui em todas as formas as mudanças no radical dos verbos:
- purtar → che jau portia, che nus portian
- finir → ch'el fineschia, ch'els fineschian

As formas do 1. Sg e 3. Sg, do 2. Sg e 2. Pl, assim como o 1. Pl e o 3. Pl são concordantes, a princípio.
O conjuntivo será – diferente das outras línguas latinas, mas como em alemão – no discurso indireto:
- El ha ditg: "Jau vom a Svizra."
- El aveva ditg, ch'el giaja a Svizra.
- Ella ha dumandà: "Vulais in mail?"
- Ella ha dumandà, sche nus veglian in mail.

Além disso, é usado em outras línguas latinas depois de certas expressões subordinadas.

#### Imperativo
| (ti)  | gida!  | tegna!  | venda!  | parta! |
| (vus) | gidai! | tegnai! | vendai! | parti! |

As formas do imperativo da 2ª. Pessoa do singular são conjugadas e mostram as mesmas mudanças que o presente indicativo e conjuntivo (tadlar: taidla! – tadlai!, finir: finescha! – fini!). As formas da 2. Pessoa do Plural são terminadas e mostram com os verbos em –er as mesmas alterações do indicativo presente.
O negativo do imperativo é formado através de "na" + imperativo + "betg".
- Ta lava! – Lava-te!
- Ta lava betg! ou Na ta lava betg! – Não te lave!

Nas outras pessoas, são utilizadas as formas do verbo duair (sollen):
- Els duain gidar! – Eles devem ajudar!

#### Imperfeito
| jau | gidava  | tegneva  | vendeva  | partiva  |
| ti  | gidavas | tegnevas | vendevas | partivas |
| el  | gidava  | tegneva  | vendeva  | partiva  |
| nus | gidavan | tegnevan | vendevan | partivan |
| vus | gidavas | tegnevas | vendevas | partivas |
| els | gidavan | tegnevan | vendevan | partivan |

As formas do 1. Sg e 3. Sg, o 2. Sg e 2. Pl, assim como o 1. Pl e o 3. Pl são concordantes. Elas são sempre conjugadas no final (volver → vulveva; vgl. Presente).

#### Condicional
| jau | gidass   | tegness   | vendess   | partiss   |
| ti  | gidassas | tegnessas | vendessas | partissas |
| el  | gidass   | tegness   | vendess   | partiss   |
| nus | gidassan | tegnessan | vendessan | partissan |
| vus | gidassas | tegnessas | vendessas | partissas |
| els | gidassan | tegnessan | vendessan | partissan |

As formas do 1. Sg e 3. Sg, o 2. Sg e 2. Pl, assim como o 1. Pl e o 3. Pl são concordantes. Elas são sempre conjugadas no final (volver → vulveva; vgl. Presente).

#### Gerundio
| gidond | tegnend | vendend | partind |

#### Particípio perfeito
| singular | gidà, gidada    | tegnì, tegnida    | vendì, vendida    | partì, partida   |
| plural   | gidads, gidadas | tegnids, tegnidas | vendids, vendidas | partids, partida |

Mesmo alguns verbos regulares apresentam formas com modificações, por exemplo. avrir – avert, cuvrir – cuvert, entschaiver – entschet, metter – mess, morder – mors, suffrir – suffert, vesair – vis, volver – vieut, uvm.

#### Perfeito
| jau   | hai gidà   | hai tegnì   | hai vendì   | sun partì / partida      |
| ti    | has gidà   | has tegnì   | has vendì   | es partì / partida       |
| el    | ha gidà    | ha tegnì    | ha vendì    | è partì                  |
| ella  | ha gidà    | ha tegnì    | ha vendì    | è partida                |
| nus   | avain gidà | avain tegnì | avain vendì | essan partids / partidas |
| vus   | avais gidà | avais tegnì | avais vendì | essas partids / partidas |
| els   | han gidà   | han tegnì   | han vendì   | èn partids               |
| ellas | han gidà   | han tegnì   | han vendì   | èn partidas              |

Geralmente, o Perfeito é conjugado com o auxiliar avair (ter) e o Particípio Perfeito (s. gidar). Os seguintes verbos usam o auxiliar esser (sein) :
- Verbos de Movimento: ir, partir , fugir
- Verbos que expressam mudança de estado: crescher, nascher .
- esser (ser), star (estar), restar (ficar)

Os verbos transitivos e reflexivos podem adotar o particípio alternativamente depois do número ou do sexo do objeto (direto ou indireto):
Jau hai la vis. oder Jau hai la visa. – Eu a vi.

#### Mais-que-perfeito
| jau | aveva gidà | aveva tegnì | aveva vendì | era partì / partida |
| …   |            |             |             |                     |

É construído com o imperfeito dos verbos auxiliaries esser ou avair e o Particípio Perfeito.

#### Futur
| jau | vegn a gidar   | vegn a tegnair   | vegn a vender   | vegn a partir   |
| ti  | vegns a gidar  | vegns a tegnair  | vegns a vender  | vegns a partir  |
| el  | vegn a gidar   | vegn a tegnair   | vegn a vender   | vegn a partir   |
| nus | vegnin a gidar | vegnin a tegnair | vegnin a vender | vegnin a partir |
| vus | vegnis a gidar | vegnis a tegnair | vegnis a vender | vegnis a partir |
| els | vegnan a gidar | vegnan a tegnair | vegnan a vender | vegnan a partir |

O Futuro é construído com o verbo auxiliar vegnir + a (antes de vogal: ad) + Infinitivo.

#### Futuro II
| jau | vegn ad avair gidà | vegn ad avair tegnì | vegn ad avair vendì | vegn ad esser partì / partida |

O Futuro II é formado com o verbo auxiliar vegnir + ad + Infinitivo do auxiliar avair ou esser + Particípio Perfeito do verbo principal.

#### Passivo
O Passivo é formado pelo verbo auxiliar vegnir e a forma flexionada do Particípio Perfeito:
jau vegn elegì / elegida – eu fui eleito

#### Verbos reflexivos
Os pronomes reflexivos situam-se sempre antes do verbo:
| Infinitivo | 1. Singular Presente | Imperativo Singular | 3. Singular Perfeito        |
| sa lavar   | jau ma lav           | ta lava!            | ella ha sa lavà (lavada)    |
| s'occupar  | jau m'occup          | t'occup!            | ella ha s'occupà (occupada) |

#### Verbos irregulares
Formas regulares não serão indicadas.
- esser – ser

|     | Pres. Ind. | Imperfeito. | Pres. Conj. | Cond.  | Imperativo |
| jau | sun        | era         | saja        | fiss   |            |
| ti  | es         | eras        | sajas       | fissas | sajas!     |
| el  | è          | era         | saja        | fiss   |            |
| nus | essan      | eran        | sajan       | fissan |            |
| vus | essas      | eras        | sajas       | fissas | sajas!     |
| els | èn         | eran        | sajan       | fissan |            |

Part. Perf.: stà, stada
Gerúndio: essend / siond
- avair – ter

|     | Pres. Ind. | Pres. Conj. | Imperativo |
| jau | hai        | haja        |            |
| ti  | has        | hajas       | hajas!     |
| el  | ha         | haja        |            |
| nus | avain      | hajan       |            |
| vus | avais      | hajas       | hajas!     |
| els | han        | hajan       |            |

Part. Perf.: gì, gida
- vegnir – vir, tornar-se

|     | Pres. Ind. | Imperativo |
| jau | vegn       |            |
| ti  | vegn       | ve!        |
| el  | vegn       |            |
| nus | vegnin     |            |
| vus | vegnis     | vegni!     |
| els | vegnan     |            |

- duair – dever, ter a obrigação de

|     | Pres. Ind. | Pres. Conj. |
| jau | duai       | duaja       |
| ti  | duais      | duajas      |
| el  | duai       | duaja       |
| nus | duain      | duajan      |
| vus | duais      | duajas      |
| els | duain      | duajan      |

- pudair – poder

|     | Pres. Ind. | Pres. Konj. | Imperativo |
| jau | poss       | possia      |            |
| ti  | pos        | possias     | -          |
| el  | po         | possia      |            |
| nus | pudain     | possian     |            |
| vus | pudais     | possias     | -          |
| els | pon        | possian     |            |

- savair – saber

|     | Pres. Ind. | Pres. Conj. | Imperativo |
| jau | sai        | sappia      |            |
| ti  | sas        | sappias     | sappias!   |
| el  | sa         | sappia      |            |
| nus | savain     | sappian     |            |
| vus | savais     | sappias     | sappias!   |
| els | san        | sappian     |            |

- stuair – dever, ser obrigado a

|     | Pres. Ind. | Pres. Conj. | Imperativo |
| jau | stoss      | stoppia     |            |
| ti  | stos       | stoppias    | -          |
| el  | sto        | stoppia     |            |
| nus | stuain     | stoppian    |            |
| vus | stuais     | stoppias    | -          |
| els | ston       | stoppian    |            |

- vulair – querer

|     | Pres. Ind.    | Imperfeito.     | Pres. Conj. | Cond.             | Imperativo |
| jau | vi            | leva / vuleva   | veglia      | less / vuless     |            |
| ti  | vuls          | levas / vulevas | veglias     | lessas / vulessas | veglias!   |
| el  | vul           | leva / vuleva   | veglia      | less / vuless     |            |
| nus | lain / vulain | levan / vulevan | veglian     | lessan / vulessan |            |
| vus | lais / vulais | levas / vulevas | veglias     | lessas / vulessas | veglias!   |
| els | vulan         | levan / vulevan | veglian     | lessan / vulessan |            |

- ir

|     | Pres. Ind. | Imperfeito | Pres. Conj. | Cond.   | Imperativo |
| jau | vom        | gieva      | giaja       | giess   |            |
| ti  | vas        | gievas     | giajas      | giessas | va!        |
| el  | va         | gieva      | giaja       | giess   |            |
| nus | giain      | gievan     | giajan      | giessan |            |
| vus | giais      | gievas     | giajas      | giessas | giai!      |
| els | van        | gievan     | giajan      | giessan |            |

Part. Perf: ì, ida
Gerúndio: giond
- far – fazer

|     | Pres. Ind. | Imperfeito. | Pres. Conj. | Cond.      | Imperativo |
| jau | fatsch     | fascheva    | fetschia    | faschess   |            |
| ti  | fas        | faschevas   | fetschias   | faschessas | fa!        |
| el  | fa         | fascheva    | fetschia    | faschess   |            |
| nus | faschain   | faschevan   | fetschian   | faschessan |            |
| vus | faschais   | faschevas   | fetschias   | faschessas | faschai!   |
| els | fan        | faschevan   | fetschian   | faschessan |            |

Part. Perf.: fatg, fatga
Gerúndio: faschond
- dar

|     | Pres. Ind. | Imperfeito. | Pres. Conj. | Cond.  | Imperativo |
| jau | dun        | deva        | dettia      | dess   |            |
| ti  | das        | devas       | dettias     | dessas | dà!        |
| el  | dat        | deva        | dettia      | dess   |            |
| nus | dain       | devan       | dettian     | dessan |            |
| vus | dais       | devas       | dettias     | dessas | dai!       |
| els | dattan     | devan       | dettian     | dessan |            |

Part. Perf.: dà, dada
Gerúndio: dond
- dir – dizer

|     | Pres. Ind. | Imperfeito. | Pres. Conj. | Cond.    | Imperativo |
| jau | di         | scheva      | dia         | schess   |            |
| ti  | dis        | schevas     | dias        | schessas | di!        |
| el  | di         | scheva      | dia         | schess   |            |
| nus | schain     | schevan     | dian        | schessan |            |
| vus | schais     | schevas     | dias        | schessas | schai!     |
| els | din        | schevan     | dian        | schessan |            |

Part. Perf.: ditg, ditga
Gerúndio: schend
- star – estar

|     | Pres. Ind. | Imperfeito. | Pres. Conj. | Cond.   | Imperativo |
| jau | stun       | steva       | stettia     | stess   |            |
| ti  | stas       | stevas      | stettias    | stessas | stà!       |
| el  | stat       | steva       | stettia     | stess   |            |
| nus | stain      | stevan      | stettian    | stessan |            |
| vus | stais      | stevas      | stettias    | stessas | stai!      |
| els | stattan    | stevan      | stettian    | stessan |            |

Part. Perf.: stà, stada
Geruúndio: stond
- fugir

|     | Pres. Ind. | Imperativo |
| jau | fugel      |            |
| ti  | fuis       | fui!       |
| el  | fui        |            |
| nus | fugin      |            |
| vus | fugis      | fugi!      |
| els | fuin       |            |

- trair – tirar

|     | Pres. Ind. | Imperfeito. | Pres. Conj. | Cond.    | Imperativo |
| jau | tir        | tirava      | tiria       | tirass   |            |
| ti  | tiras      | tiravas     | tirias      | tirassas | tira!      |
| el  | tira       | tirava      | tiria       | tirass   |            |
| nus | tirain     | tiravan     | tirian      | tirassan |            |
| vus | tirais     | tiravas     | tirias      | tirassas | tirai!     |
| els | tiran      | tiravan     | tirian      | tirassan |            |

Part. Perf.: tratg, tratga
Gerúndio: tirond

### Substantivos

#### Formação do plural
Os substantivos podem ser masculinos ou femininos. A maioria é formada regularmente através da adição de –s. Substantive, aqueles que têm o singular terminados em –s , não sofrem modificações no plural. Há exceções, quando se termina com uma vogal flexionável. Então o plural de –è será –els, -à torna-se –ads, assim como –ì fica –ids:
- bratsch – bratschs (braço)
- figl – figls (filho)
- figlia – figlias (filha)
- chasa – chasas (casa)
- nas – nas (nariz)
- tscharvè – tscharvels (cérebro)
- pra – prads (prado)
- vestgì – vestgids (vestido)

Irregular é somente:
- um – umens (Mann)

#### Coletivo plural
Um fenômeno típico reto-romântico é o coletivo plural. Ele é formado por substantivos masculinos, que ocorrem frequentemente no plural. Ele se comporta como um substantivo feminine no singular.
- il mail → a maçã
- ils mails → as maçãs (contável)
- la maila → a maçã (não contável, geral)

### Artigos
|                          | Artigo indefinido sing. | Atrigo definido sing. | Artigo definido pl. |
| masc. antes de consoante | in                      | il                    | ils                 |
| masc. antes de vogal     | in                      | l'                    | ils                 |
| fem. antes de consonant  | ina                     | la                    | las                 |
| fem. antes de vogal      | in'                     | l'                    | las                 |

Não existem artigos indefinidos no plural.

### Adjetivos
Um adjetivo sempre concorda com o substantivo, ao qual pertence, em número e gênero.
- il grond chaun – il chaun è grond (o grande cão – o cão é grande)
- ils gronds chauns – ils chauns èn gronds (os grandes cães – os cães são grandes)
- la gronda paraid – la paraid è gronda (a grande parede – a parede é grande)
- las grondas paraids – las paraids èn grondas (as grandes paredes – as paredes são grandes)

Adjetivos terminados em –al, -el, -en ou –er sofrem modificações nas formas femininas. A forma de escrever a consoante precedent epode mudar:
- cotschen – cotschna (vermelho)
- meglier – meglra (melhor)
- agen – atgna (curioso)
- bel – bella (bonito)
- svizzer - svizra (suíço)

O superlative é formado regularmente com "pli" (mais)
- grond – pli grond – il pli grond (grande – maior – o maior)

Os seguintes adjetivos têm sua forma de construção irregular:
| Positivo | Comparativo         | Superlativ'o'             | tradução em português                   |
| bun      | meglier / pli bun   | il meglier / il pli bun   | bom – melhor – o melhor                 |
| mal      | pir / pli mal       | il pir / il pli mal       | ruim – pior – o pior                    |
| nausch   | mender / pli nausch | il mender / il pli nausch | malvado – mais malvado – o mais malvado |

Exemplos:
- Questa giacca è pli pitschna che quella. (Esta jaqueta é menor que aquela.)
- Questa giacca è uschè pitschna sco quella. (Esta jaqueta é tão pequena quanto aquela.)
- Questa giacca è main pitschna che quella. (Esta jaqueta não é tão pequena quanto aquela.)

### Pronomes

#### Pronomes pessoais
|                | Sujeito | Sujeito (Inversão) | Objeto | Objeto  | Reflexivo | Reflexivo |
| 1. Sg.         | jau     | -a                 | mai    | ma (m') | mai       | ma (m')   |
| 2. Sg.         | ti      | -                  | tai    | ta (t') | tai       | ta (t')   |
| 3. Sg. (mask.) | el      | 'l                 | el     | al      | sai       | sa (s')   |
| 3. Sg. (fem.)  | ella    | 'la                | ella   | la (l') | sai       | sa (s')   |
| 1. Pl.         | nus     | -sa                | nus    | ans     | nus       | ans       |
| 2. Pl.         | vus     | -                  | vus    | as      | vus       | as        |
| 3. Pl. (mask.) | els     | -i                 | els    | als     | sai       | sa (s')   |
| 3. Pl. (fem.)  | ellas   | -i                 | ellas  | las     | sai       | sa (s')   |
| Sie (Höfl.)    | Vus     | -                  | Vus    | As      | Vus       | As        |

Os pronomes pessoais são utilizados universalmente como no alemão. Diferente da maioria das línguas reto-românticas, eles não são omitidos, na maioria das vezes.
O pronome "ins" equivale ao português '-se' e é utilizado na 3a.  Pessoa do Singular. Em uma inversão, segue uma elisão:
ins vesa → ves'ins (se vê → vê-se)
A maioria das formas é representada por uma adção de um "n":
han ins, èn ins, san ins, din ins, cuan ins, uvm.
O pronome 'i' (antes de Vogal: igl) é utilizado na forma impessoal (i plova – chove, igl è bain – isto é bom); ficando na 3. Person Singular do verbo. Com uma inversão é anexado ao verbo (oz datti … – hoje é …). Também pode ser utilizado como sinônimo para "ins", na 3a. pessoa do plural.
Em uma inversão, o sujeito-pronome aparece – se ele não é pronunciado particularmente – com o verbo:
jau gid – oz gida (eu ajudo – hoje eu ajudo)
Os pronomes-objetos são empregados depois da preposição (per tai – para ti). Eles localizam-se após o verbo, com uma inversão (unido) ao pronome-sujeito: Jau ves tai. – Eu te vejo (e nenhuma outra pessoa).
Os pronomes-objetos ficam antes do verbo conjugado (Jau na ta ves betg – Eu não te vejo) – se disponível – antes do infinitivo (Jau na vul betg ta vesair – Eu quero te ver). Eles não são utilizados em caso de inversão.
Os pronomes-objetos não são diferenciados entre objeto direto e indireto. Nos pronomes-objetos, utilize-se a preposição 'a' (antes de vogal: 'ad') antes dos pronomes:
- Jau la dun in cudesch – Eu dou um livro a ela.
- Jau dun in cudesch ad ella – Eu dou -a um livro.
- Jau dun el ad ella. – Eu o dou a ela.

#### Pronomes possessivos

##### adjetivados
|              | masc. sg. + pl. | fem. sg. | fem. pl. |
| 1. Sg.       | mes             | mia      | mias     |
| 2. Sg.       | tes             | tia      | tias     |
| 3. Sg.       | ses             | sia      | sias     |
| 1. Pl.       | noss            | nossa    | nossas   |
| 2. Pl.       | voss            | vossa    | vossas   |
| 3. Pl.       | lur             | lur      | lur      |
| Forma Polida | Voss            | Vossa    | Vossas   |

##### substantivados
|              | masc. sg. | masc. pl. | fem. sg. | fem. pl.   |
| 1. Sg.       | il mieu   | ils mes   | la mia   | las mias   |
| 2. Sg.       | il tieu   | ils tes   | la tia   | las tias   |
| 3. Sg.       | il sieu   | ils ses   | la sia   | las sias   |
| 1. Pl.       | il noss   | ils noss  | la nossa | las nossas |
| 2. Pl.       | il voss   | ils voss  | la vossa | las vossas |
| 3. Pl.       | il lur    | ils lur   | la lur   | las lur    |
| Forma Polida | il Voss   | ils Voss  | la Vossa | las Vossas |

- Quai è lur cudesch. – Este é o seu livro.
- Quai è mes cudesch, quel cudesch è il tieu. – Este o meu livro, aquele livro é o teu.

### Inversão
Provavelmente pela influência do alemão, se a sentença inicia-se com um advérbio, a posição do sujeito e do verbo muda. Os pronomes pessoais são ligados ao verbo (conforme exposto anteriormente). Além disso, ocorre inversão nas frases interrogatives..
- Uschia pon els (ou poni) vegnir. – Então eles podem vir.
- Pertgè na vegnis vus betg? – Por que eles não vêm?